# Санто-Стефано-ди-Магра
Санто-Стефано-ди-Магра (итал. Santo Stefano di Magra) — коммуна в Италии, располагается в регионе Лигурия, в провинции Ла Специя.
Население составляет 8510 человек (2008 г.), плотность населения составляет 655 чел./км². Занимает площадь 13 км². Почтовый индекс — 19037. Телефонный код — 0187.
Покровителем коммуны почитается святой первомученик Стефан, празднование 3 августа.

## Демография
Динамика населения:

## Администрация коммуны
- Официальный сайт: